# Браст, Стивен
Стивен Браст (Стивен Карл Золтан Браст, англ. Steven Karl Zoltán Brust; род. 23 ноября 1955) — американский писатель венгерского происхождения, пишущий в жанре фэнтези.
Мир, созданный Стивеном Брастом, называется «Драгейра». Его населяют, в основном, эльфы (долгожители, именующие себя людьми) и собственно люди (именуемые также «восточниками»).
Действие происходит, преимущественно, в землях эльфов. Общество эльфов является клановым, причем каждый из кланов имеет своё животное-тотем (Йенди, Дракон, Джарег, Текла, Феникс, Атира, Орка, Исола и др.). Все эльфы в той или иной степени владеют «волшебством».
Люди-восточники, в отличие от эльфов, весьма слабо владеют «волшебством», но, зато, некоторые из них могут заниматься «колдовством». Лишь два клана (Джарег, специализирующийся на организованной преступности, и Текла — земледельцы) принимают в свой состав людей-восточников.
Браст увлекается венгерской культурой и венгерской кухней, а также профессионально занимается музыкой. Играет на барабане, гитаре и банджо, выступая в составе группы «Кошки смеются» («Cats Laughing»), куда входит и писательница Эмма Булл, в соавторстве с которой Браст написал роман «Свобода и необходимость» («Freedom and Necessity»).
Браст определяет себя как марксиста и троцкиста.

### Цикл «Влад Талтош» / Vlad Taltos
Хронологический порядок
1. Талтош / Taltos (1988)
2. Йенди / Yendi (1984)
3. Дракон / Dragon (1998)
4. Джарег / Jhereg (1983)
5. Текла / Teckla (1987)
6. Феникс / Phoenix (1990)
7. Джагала / Jhegaala (2008)
8. Атира / Athyra (1993)
9. Орка / Orca (1996)
10. Исола / Issola (2001)
11. Дзур / Dzur (2006)
12. Иорич / Iorich (2010)
13. Тиасса / Tiassa (2011)
14. Ястреб / Hawk (2014)
15. Валлиста / Vallista (2017)
16. Тсалмот / Tsalmoth (2023)
17. Лиорн / Lyorn (2024)

Авторский порядок
1. Джарег [Jhereg] 1983 год
2. Йенди [Yendi] 1984 год
3. Текла [Teckla] 1987 год
4. Талтош [Taltos] 1988 год
5. Феникс [Phoenix] 1990 год
6. Атира [Athyra] 1993 год
7. Орка [Orca] 1996 год
8. Дракон [Dragon] 1998 год
9. Исола [Issola] 2001 год
10. Дзур [Dzur] 2006 год
11. Джегала [Jhegaala] (2008)
12. Иорич [Iorich] (2010)
13. Тиасса [Tiassa] (2011)
14. Ястреб [Hawk] (2014)
15. Валлиста [Vallista] (2017)
16. Тсалмот [Tsalmoth] (2023)
17. Лиорн [Lyorn] (2024)

### Цикл «Гвардия Феникса» / Khaavren Romances
1. Гвардия Феникса / The Phoenix Guards (1991)
2. Пятьсот лет спустя / Five Hundred Years After (1994)
3. Приключения Виконта Адриланки / The Viscount of Adrilankha
  1. Дороги Мертвых / The Paths of the Dead (2002)
  2. Властелин Чёрного Замка / The Lord of Castle Black (2003)
  3. Сетра Лавоуд / Sethra Lavode (2004)